# District de la capitale nationale
Le District de la capitale nationale (National Capital District) est une division administrative de la Papouasie-Nouvelle-Guinée appartenant à la région Papouasie où se trouve la capitale Port Moresby.
Son gouverneur est Powes Parkop, élu en 2007 puis réélu en 2012, en 2017 et en 2022.